# Johann Christoph Hoffbauer
Johann Christoph Hoffbauer (* 19. Mai 1766 in Bielefeld; † 4. August 1827 in Halle (Saale)) war ein deutscher Philosoph.
Hoffbauer war Professor an der Universität Halle.

## Werke
- Tentamina semiologica, si ve quaedam generalem theoriam signorum spectantia, 1789 (Semiological Investigations, or Topics Pertaining to the General Theory of Signs, Hrsg. von Robert E. Innis. Amsterdam: Benjamins, 1991).
- Analytik der Urteile und Schlüsse, 1792.
- Naturrecht, 1793.
- Anfangsgründe der Logik, 1794.
- Untersuchungen über die wichtigsten Gegenstände des Naturrechts. Nebst einer Censur der verdienstlichen Bemühungen um diese Wissenschaft, vorzüglich in den neuern Zeiten, und Anwendungen derselben auf speciellere Rechtsfragen. Halle: Kümmel 1795.
- Naturlehre der Seele in Briefen. Halle: Renger, 1796.
- Anfangsgründe der Moralphilosophie, 1798.
- Untersuchungen über die wichtigsten Gegenstände der Moralphilosophie insbesondere der Sittenlehre und Moraltheologie. Erster Theil. Dortmund, Essen, 1799.
- Untersuchungen über die Krankheiten der Seele, 1802–07 (3 Bände).
- Naturrecht aus dem Begriffe des Rechts entwickelt. 3. verb. und verm. Aufl. Halle: Hemmerde und Schwetschke, 1804.
- Geschichte der Universität zu Halle bis zum Jahre 1805. Halle: Schimmelpfennig, 1805. - Nachdr.: Aalen: Scientia, 1981.
- Psychologische Untersuchungen ueber den Wahnsinn, die uebrigen Arten der Verrueckung u. die Behandlung derselben. Halle 1807.
- Die Psychologie in ihren Hauptanwendungen auf die Rechtspflege, 1808. (Die Psychologie in ihren Hauptanwendungen auf die Rechtspflege nach den allgemeinen Gesichtspunkten der Gesetzgebung ; oder, die sogenannte gerichtliche Arzneywissenschaft nach ihrem psychologischen Theile. 2. verm. und verb. Aufl. Halle: Schimmelpfennig, 1823).
- Mit Johann Christian Reil: Beyträge zur Beförderung einer Kurmethode auf psychischem Wege. Halle: Curt, 1808 Digitalisat
- Versuch ueber die sicherste und leichteste Anwendung der Analysis in den philosophischen Wissenschaften. Leipzig: Reclam, 1810.
- Über die Analysis in der Philosophie, 1810.
- Grundriss der Erfahrungs-Seelenlehre. 2. Ausgabe. Halle 1810.
- Alexander Crichtons Untersuchungen über die Natur und den Ursprung der Geistes-Zerrüttung : ein kurzes System der Physiologie und Pathologie des menschlichen Geistes. Bauer, Leipzig 1798 (2. Aufl. / verm., mit Anmerkungen und Zusätzen 1810 (Digitalisat)).
- Das allgemeine oder Natur-Recht und die Moral in ihrer gegenseitigen Abhaengigkeit und Unabhaengigkeit von einander.  Halle: Schimmelpfennig, 1816.
- zusammen mit Johann Christian Reil Herausgeber von: Beyträge zur Beförderung einer Curmethode auf psychischem Wege.  Halle: in der Curtschen Buchhandlung, 1806–1809 (3 Bände).